# Eustomias danae
Eustomias danae är en fiskart som beskrevs av Clarke 2001. Eustomias danae ingår i släktet Eustomias och familjen Stomiidae. Inga underarter finns listade i Catalogue of Life.